# 奧克拉荷馬號戰艦
奧克拉荷馬號戰艦（舷號BB-37）是一艘隸屬於美國海軍的戰艦，為內華達級戰艦的二號艦。她是美軍第一艘以奧克拉荷馬州為名的軍艦，亦是美國首批超級無畏艦。
奧克拉荷馬號在1912年於紐約造船廠建造，於1914年下水，在1916年服役。其時第一次世界大戰已經爆發，奧克拉荷馬號一直留在近海訓練。美國參戰後，奧克拉荷馬號被派到近海護航，未有前往英國。
戰後奧克拉荷馬號恢復日常訓練，並參與多次艦隊解難演習（Fleet Problems），又曾在1927年進行現代化改建，1936年在西班牙內戰時撤走部分美國僑民。1941年日本海軍偷襲珍珠港，奧克拉荷馬號在港內遭受集中攻擊，在短短20分鐘內便傾覆翻沉，造成多人死傷。1943年3月開始打撈作業，12月28日進入乾塢進行修復及改裝作業，但在乾塢檢查後發現損傷過於嚴重，因而放棄了修復作業，於1944年退役除籍。1946年12月5日撤去武裝後被海軍出售拆解，但在1947年由珍珠港拖往加州期間卻大量入水，意外沉沒。
奧克拉荷馬號在二戰共獲得一枚戰鬥之星。